# Duet
|  | Aquest article tracta sobre la composició musical. Si cerqueu l'agrupació musical de dues persones, vegeu «Grup de música#Duo». |

Un duet o duo és una composició o un fragment d'una composició més llarga, per a dos intèrprets. En alguns contextos, perquè sigui considerat un duet cal que no hi hagi cap altre executant; en altres, hi pot haver un acompanyament confiat a un o més executants. Bàsicament es tracta de diferències entre la música vocal i la música instrumental.
A la música instrumental, un duo correspon al gènere de la música de cambra. Estadísticament, el més habitual és que el duo estigui integrat per dos instruments diferents, un que és totalment o majoritàriament melòdic, mentre que l'altre és harmònic o polifònic. Tradicionalment aquest tipus de composicions no han rebut el nom de duos (a vegades sí) sinó més aviat el nom del patró formal que utilitzen: sonata, etc.
En canvi, a la música vocal, el més habitual és que el duo formi part d'una obra de més gran envergadura. Així passa en el cas de l'`òpera, l'oratori i alters formes de la música religiosa. Per la intensitat emocional i expressiva que es pot assolir en aquest format, el duo no sols té un paper important en aquest repertori sinó que alguns duos operístics han esdevingut alguns dels moments més estel·lars de les òperes més reconegudes.
En aquest cas, el duo acostuma a ser acompanyat de l'orquestra o si més no, d'un conjunt instrumental. Però també hi ha formes musicals de dimensions més reduïdes com algunes cantates del Barroc o duos en la tradició del Lied romàntic que no formen part de cap obra més gran. En aquest cas, l'acompanyament va a càrrec d'un grup reduït d'instruments o del piano, respectivament.